# Stanisław Kotorowicz
Stanisław Kotorowicz ps. Crown, Kron (ur. 10 maja 1916 w Lublinie, zm. 19/20 maja 1943) – cichociemny, porucznik saper, żołnierz Brygady Dywersji „„Broda 53” Armii Krajowej.

## Życiorys
Uczył się w Państwowym Gimnazjum im. St. Staszica w Lublinie. Uczestniczył w wojnie obronnej Polski 1939 w 4 pułku saperów. Po internowaniu na Węgrzech, zbiegł do Francji i tam walczył w 4 Dywizji Piechoty. Następnie znalazł się w Wielkiej Brytanii, gdzie został żołnierzem 7 Brygady Kadrowej Strzelców, a także był członkiem 1 Samodzielnej Brygady Spadochronowej. Przeszedł szkolenia i jako cichociemny został przerzucony do Polski 1 października 1942. Służył w Kedywie Armii Krajowej. Był wykładowcą w Szkole Dywersji o kryptonimie „Zagajnik”, a także kierował w Biurze Badań Technicznych Wydziału Saperów referatem materiałów i sprzętu zrzutowego (na tym stanowisku zastąpił go Mirosław Kryszczukajtis).
19 maja 1943 uczestniczył w akcji odbicia więźniów w Celestynowie. Zmarł z ran odniesionych tego dnia. Uwolniono 49 więźniów. Kotorowicz został pochowany na Wojskowych Powązkach w Warszawie (kwatera A24-12-10).

## Odznaczenia
- Krzyż Srebrny Orderu Virtuti Militari nr 13404[2]
- Krzyż Walecznych

## Upamiętnienie
W lewej nawie kościoła św. Jacka przy ul. Freta w Warszawie odsłonięto w 1980 roku tablicę Pamięci żołnierzy Armii Krajowej, cichociemnych – spadochroniarzy z Anglii i Włoch, poległych za niepodległość Polski. Wśród wymienionych 110 poległych cichociemnych jest Stanisław Kotorowicz.

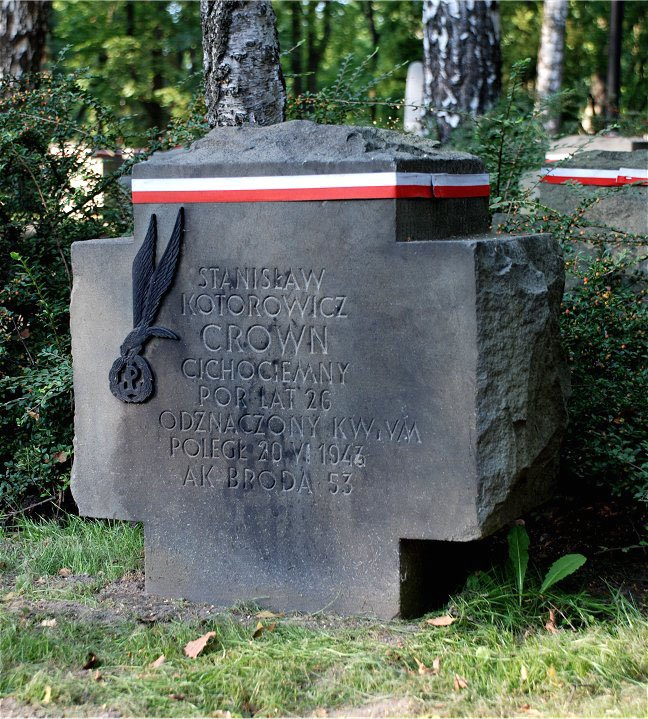
Mogiła na Powązkach Wojskowych
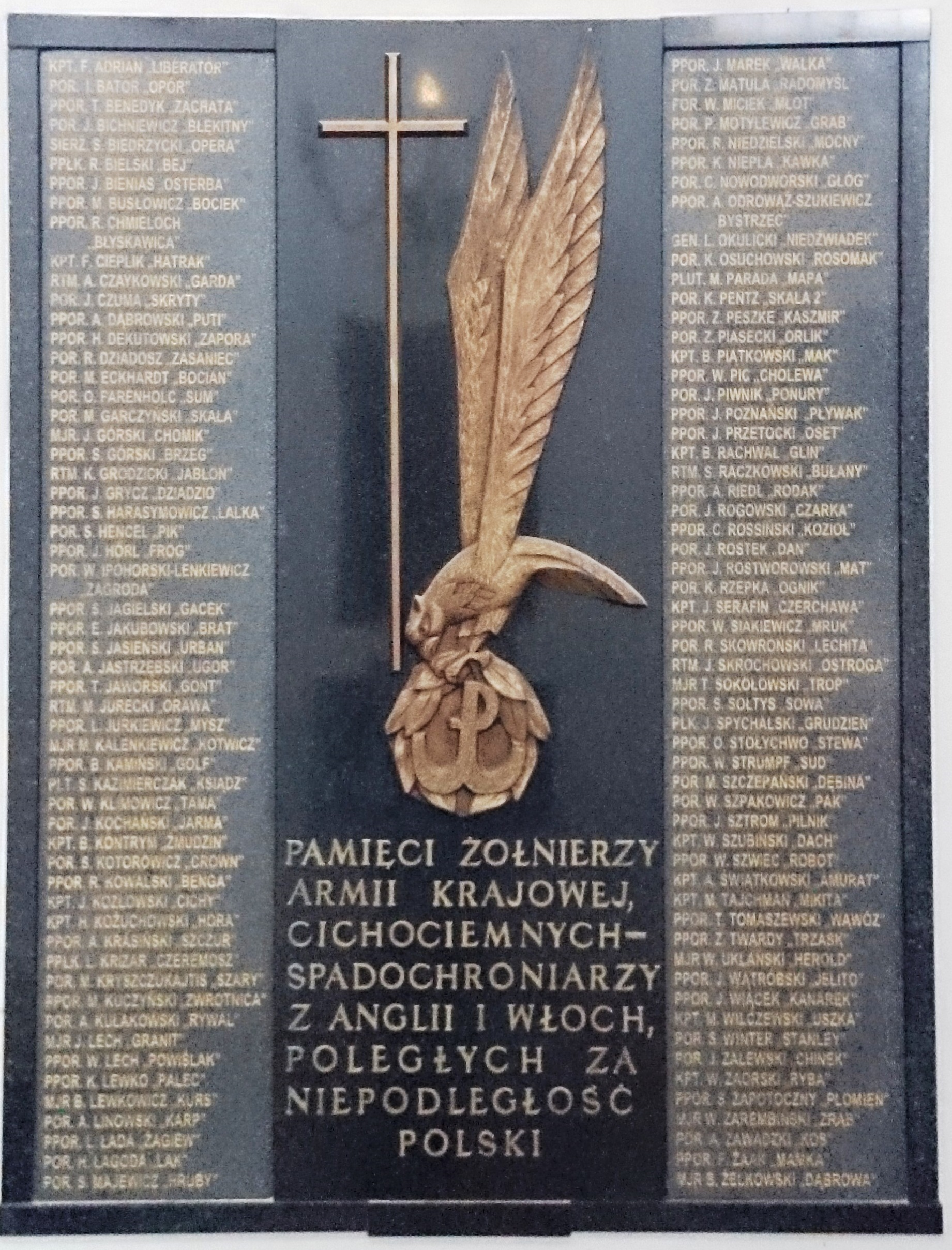
Tablica w kościele św. Jacka w Warszawie, upamiętniająca poległych cichociemnych, w tym Stanisława Kotorowicza